# Andrianam poinimerina
Andrianam poinimerina is een vlinder uit de familie spinneruilen (Erebidae). De wetenschappelijke naam is voor het eerst geldig gepubliceerd in 1954 door de Franse entomoloog Pierre Viette. Het is de enige bekende soort uit het geslacht Andrianam.
De soort is endemisch in Madagaskar en is vernoemd naar Andrianampoinimerina, een 18e-eeuwse Malagassische koning van het Koninkrijk Imerina.